# 宁波奉化新桥骨科医院
宁波奉化新桥骨科医院，是中国浙江省宁波市奉化区的一所民营骨科专科医院，始创于1890年，前身为清末民初驰名的洞坑骨伤科，1972年于奉化新桥村设立新桥伤骨科门诊部，2004年迁入现址，更名为奉化新桥骨科医院，2016年随奉化撤市设区更名为宁波奉化新桥骨科医院:1272，为二级甲等医院。